# Royaume de Hogbonou
Le royaume de Hogbonou correspond à l'actuelle ville de Porto-Novo au Bénin, encore appelée Adjatchè ou encore La ville aux trois noms.

## Histoire
À la suite de rivalités entre princes pour la succession au trône d'Allada, une décision a été prise par ces derniers à Houègbo (en langue fongbé : là où on s'est entendu) pour répartir le royaume en trois groupes. L'un restera à Allada pour la continuité du royaume, le second migrera vers le nord pour fonder le royaume du Dahomey, enfin le groupe de Tè-Agbanlin devra migrer vers le sud où il fondera le royaume Hogbonou.

### Fondation du royaume
De la dynastie Adjas, Tè-Agbanlin émigre d'Allada pour Xogbonu après la mort de son père. Une fois à Xogbonu, il se voit confronté aux Yoruba qui s'étaient installés avant lui. Après avoir demandé leur hospitalité, ces derniers refusent et il entre en guerre contre eux. Il remporte alors la guerre grâce au masque zangbéto d'origine Adjas et considéré comme un esprit vaudou qui veille sur les habitants, éloigne les mauvais esprits et les voleurs,.

## Souverains de Xogbonu
| Noms                      | Règnes                             |
| ------------------------- | ---------------------------------- |
| Hufon                     | 1794 - 1807                        |
| Ajohan                    | 1807 - 1816                        |
| Tofa I                    | 1816 - 1818                        |
| Hweze                     | 1818 - 1828                        |
| Toyon                     | 1828 - 1836                        |
| Meyi                      | 1836 - 8 septembre 1848            |
| Soji                      | 8 septembre 1848 - 3 février 1864  |
| Mikpon                    | 11 février 1864 - 23 mai 1872      |
| Mesi II                   | 4 juin 1872 - 26 juin 1874         |
| Tofa II                   | 16 septembre 1874 - 7 février 1908 |
| Chefs supérieurs          |                                    |
| Gbedisin Tof              | 10 février 1908 - 22 octobre 1913  |
| Huji                      | 1913 - 1929                        |
| Toli                      | 1929 - 1930                        |
| Gbehinto                  | 1930 - 1940                        |
| Gbeso Toyi                | 1941 - 194.                        |
| Alohinto Gbeffa           | 194. - 16 juillet 1976             |
| Kpotozoumè Dèh Hakpon III | .... - 7 février 2020              |